# Lemme de l'application continue
En mathématiques, le lemme de l'application continue (ou LAC), également connu sous son appellation anglaise Continuous Mapping Theorem (ou CMT), est un résultat fondamental en théorie des probabilités et en statistiques asymptotiques. Il est particulièrement utile dans l’étude des différents types de convergences des variables aléatoires, en permettant d'étendre aisément la convergence d'une suite de variables à leurs transformations par une application continue.

## Énoncé général
Soient {\displaystyle (X_{n})} une suite de variables aléatoires définies sur un espace probabilisé {\displaystyle (\Omega ,{\mathcal {F}},\mathbb {P} )}, {\displaystyle X} une variable aléatoire et {\displaystyle g} une application continue sur le support de la loi de {\displaystyle X}. Alors on a :
1. Convergence en loi[1] : Si {\displaystyle X_{n}\xrightarrow {\mathcal {L}} X}, alors : {\displaystyle g(X_{n})\xrightarrow {\mathcal {L}} g(X)}.
2. Convergence en probabilité : Si {\displaystyle X_{n}\xrightarrow {\mathbb {P} } X}, alors : {\displaystyle g(X_{n})\xrightarrow {\mathbb {P} } g(X)}.
3. Convergence presque sûre[1] : Si {\displaystyle X_{n}\xrightarrow {p.s.} X}, alors : {\displaystyle g(X_{n})\xrightarrow {p.s.} g(X)}.

Remarque importante : La réciproque est fausse en général. Le fait que {\displaystyle g(X_{n})} converge vers {\displaystyle g(X)} (quel que soit le mode de convergence) n’implique pas nécessairement que {\displaystyle (X_{n})} converge vers {\displaystyle X}.

### Importance du lemme
Ce résultat est crucial puisqu'il établit que toute convergence d'une suite de variables aléatoires (en loi, en probabilité ou presque sûre) est préservée par l'application d'une transformation continue. En pratique, cela simplifie considérablement l’étude des comportements asymptotiques dans des contextes variés tels que la statistique inférentielle (limites asymptotiques d'estimateurs et de tests statistiques), la théorie des valeurs extrêmes, ou encore l’analyse fonctionnelle appliquée aux processus stochastiques.

### Théorème faux pour la convergence dans L²
En effet, si le lemme est performant pour les convergences en loi, en probabilité et presque sûre, il s'avère être faux pour la convergence dans {\displaystyle L^{2}} sans hypothèse supplémentaire sur {\displaystyle g} comme sa continuité uniforme, son caractère borné ou son caractère lipschitzien.
Un contre-exemple possible est le suivant :
on pose {\displaystyle X_{n}:={\begin{cases}1&{\text{avec proba }}1-1/n^{2}\\n&{\text{avec proba }}1/n^{2}\end{cases}}} pour {\displaystyle n\in \mathbb {N^{*}} } et {\displaystyle g:x\longmapsto x^{2}{\text{ continue sur }}\mathbb {R} }.
On a bien {\displaystyle X_{n}\xrightarrow {L^{2}} X=1}, en revanche : {\displaystyle g(X_{n})\xrightarrow {L^{2}} g(X)=X^{2}=1}.

## Preuve du LAC

### Énoncé à démontrer
Soit {\displaystyle (X_{n})} une suite de variables aléatoires définies sur un espace probabilisé {\displaystyle (\Omega ,{\mathcal {F}},\mathbb {P} )}.
On suppose que : {\displaystyle X_{n}\xrightarrow {p.s.} X{\text{, i.e. }}\mathbb {P} (\lim _{n\to \infty }X_{n}=X)=1}.
On veut montrer que si {\displaystyle g:\mathbb {R} \longrightarrow \mathbb {R} } est une fonction continue sur le support de la loi de X, alors : {\displaystyle g(X_{n})\xrightarrow {p.s.} g(X)}.
On ne montre ici que la partie avec la convergence presque sûre, cela n'implique évidemment pas le lemme pour la convergence en loi et en probabilité.

### Preuve
Par définition de la convergence presque sûre, il existe un ensemble de probabilité totale {\displaystyle A\subset \Omega {\text{ (i.e. }}\mathbb {P} (A)=1)} tel que : {\displaystyle \forall \omega \in A,X_{n}(\omega ){\xrightarrow[{n\to \infty }]{}}X(\omega )}.
Soit {\displaystyle g:\mathbb {R} \longrightarrow \mathbb {R} } une application continue sur le support de la loi de {\displaystyle X}.
Puisque {\displaystyle g} est continue, on sait que la convergence simple implique la convergence après application d'une fonction continue : {\displaystyle \forall \omega \in A,(X_{n}(\omega ){\xrightarrow[{n\to \infty }]{}}X(\omega ))\Longrightarrow (g(X_{n}(\omega )){\xrightarrow[{n\to \infty }]{}}g(X(\omega )))}.
Autrement dit : {\displaystyle \forall \omega \in A,\lim _{n\to \infty }g(X_{n}(\omega ))=g(X(\omega ))}.
Mais comme {\displaystyle \mathbb {P} (A)=1}, cela signifie précisément que : {\displaystyle g(X_{n})\xrightarrow {p.s.} g(X)}.
Ainsi, on a bien : {\displaystyle (X_{n}\xrightarrow {p.s.} X)\Longrightarrow (g(X_{n})\xrightarrow {p.s.} g(X))} et ce résultat clôture la preuve. CQFD

## Applications
Le Lemme de l'Application Continue possède de nombreuses applications pratiques, particulièrement en statistique mathématique et en probabilités appliquées.

### Loi des grands nombres et convergence fonctionnelle
La combinaison du lemme avec la loi des grands nombres (LGN) offre un outil puissant en statistiques. En effet, la LGN assure la convergence presque sûre ou en probabilité des moyennes empiriques vers leurs espérances, tandis que le lemme de l'application continue permet immédiatement d'étendre cette convergence aux fonctions continues de ces moyennes. Ce mécanisme constitue la base d'un grand nombre de preuves asymptotiques en statistique mathématique, facilitant l’obtention des résultats de convergence des estimateurs couramment employés.

### Estimateurs par la méthode des moments
Les Estimateurs par la méthode des moments (EMM) reposent souvent sur des moyennes empiriques calculées à partir d’échantillons aléatoires. Grâce à la LGN, ces moyennes empiriques convergent presque sûrement ou en probabilité vers l'espérance mathématique. Le lemme de l'application continue permet alors d'assurer que toute fonction continue appliquée à ces moyennes convergera également vers cette fonction appliquée aux moments théoriques. Ainsi, le lemme est central dans la justification théorique des EMM en statistiques inférentielles.

### Estimateurs du maximum de vraisemblance
Les estimateurs du maximum de vraisemblance (EMV) sont largement utilisés en raison de leurs propriétés asymptotiques optimales. Typiquement, les EMV se définissent comme le point maximisant une fonction de vraisemblance. Lorsque l'on établit la convergence d'une suite d'estimateurs vers la vraie valeur du paramètre (en probabilité ou presque sûrement), le lemme de l'application continue permet alors d'en déduire facilement les propriétés asymptotiques des EMV.